# UTC-11:00

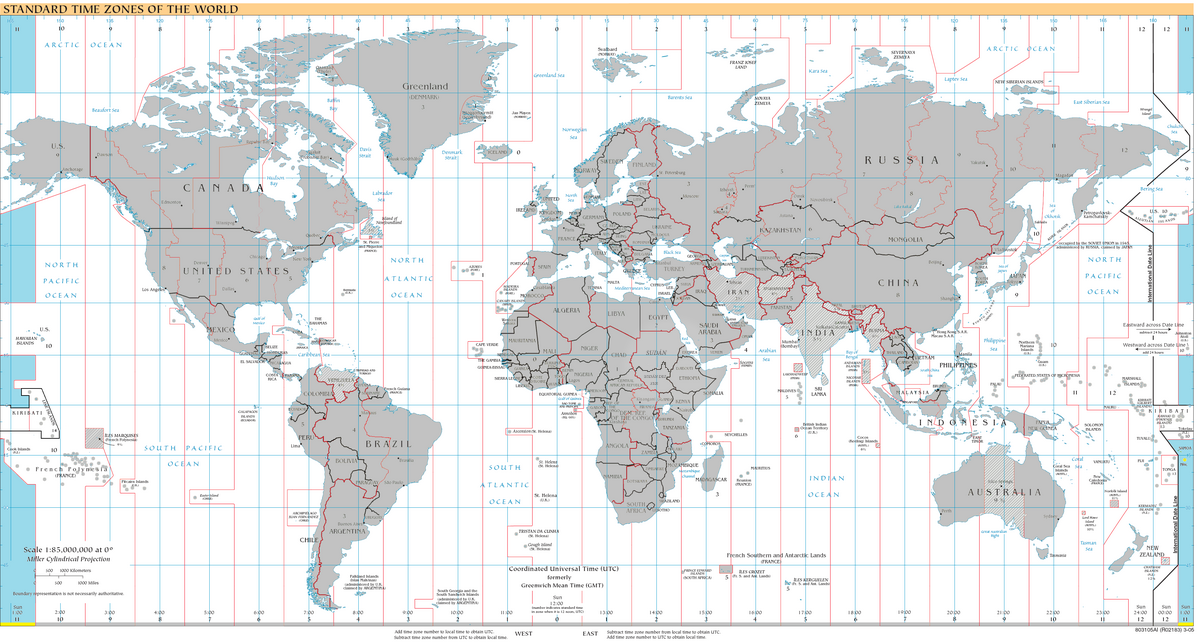
Husos horarios del planeta

UTC-11:00 es el trigésimo noveno huso horario del planeta cuya ubicación geográfica se encuentra en el meridiano 165 oeste el cual a su vez coincide con el huso horario UTC+13:00. Aquellos países que se rigen por este huso horario se encuentran 11 horas por detrás del meridiano de Greenwich.

## Hemisferio norte

### Países que se rigen por UTC-11:00 todo el año
| Abreviatura | Nombre Completo                              | País                                                                 |
| ----------- | -------------------------------------------- | -------------------------------------------------------------------- |
| SST         | Hora Estándar de Samoa (Samoa Standard Time) | Estados Unidos - Islas de la Línea - Arrecife Kingman - Islas Midway |

## Hemisferio sur

### Países que se rigen por UTC-11:00 todo el año
| Abreviatura | Nombre Completo                              | País                                                               |
| ----------- | -------------------------------------------- | ------------------------------------------------------------------ |
| NUT         | Hora de Niue (Niue Time)                     | Nueva Zelanda - Niue                                               |
| SST         | Hora Estándar de Samoa (Samoa Standard Time) | Estados Unidos - Islas de la Línea - Isla Jarvis - Samoa Americana |

## Diferencia horaria
Esta es la diferencia horaria que tiene el huso horario UTC-11, respecto a otros husos horarios:
| Huso horario | Diferencia de horas (-) |
| ------------ | ----------------------- |
| UTC-12:00    | -1 hora                 |

| Huso horario | Diferencia de horas (+)                     |
| ------------ | ------------------------------------------- |
| UTC-10:00    | +1 horas                                    |
| UTC-09:30    | +1 horas y 30 minutos                       |
| UTC-09:00    | +2 horas                                    |
| UTC-08:00    | +3 horas                                    |
| UTC-07:00    | +4 horas                                    |
| UTC-06:00    | +5 horas                                    |
| UTC-05:00    | +6 horas                                    |
| UTC-04:00    | +7 horas                                    |
| UTC-03:30    | +7 horas y 30 minutos                       |
| UTC-03:00    | +8 horas                                    |
| UTC-02:30    | +8 horas y 30 minutos                       |
| UTC-02:00    | +9 horas                                    |
| UTC-01:00    | +10 horas                                   |
| UTC±00:00    | +11 horas                                   |
| UTC+01:00    | +12 horas                                   |
| UTC+02:00    | +13 horas                                   |
| UTC+03:00    | +14 horas                                   |
| UTC+03:30    | +14 horas y 30 minutos                      |
| UTC+04:00    | +15 horas                                   |
| UTC+04:30    | +15 horas y 30 minutos                      |
| UTC+05:00    | +16 horas                                   |
| UTC+05:30    | +16 horas y 30 minutos                      |
| UTC+05:45    | +16 horas y 45 minutos                      |
| UTC+06:00    | +17 horas                                   |
| UTC+06:30    | +17 horas y 30 minutos                      |
| UTC+07:00    | +18 horas                                   |
| UTC+08:00    | +19 horas                                   |
| UTC+08:45    | +19 horas y 45 minutos                      |
| UTC+09:00    | +20 horas                                   |
| UTC+09:30    | +20 horas y 30 minutos                      |
| UTC+10:00    | +21 horas                                   |
| UTC+10:30    | +21 horas y 30 minutos                      |
| UTC+11:00    | +22 horas                                   |
| UTC+12:00    | +23 horas                                   |
| UTC+12:45    | +23 horas y 45 minutos                      |
| UTC+13:00    | +24 horas (1 día)                           |
| UTC+13:45    | +24 horas y 45 minutos (1 día y 45 minutos) |
| UTC+14:00    | +25 horas (1 día y 1 hora)                  |